# Brevon
Pour les articles homonymes, voir Brévon (homonymie).
Le Brevon, aussi appelé Dranse de Bellevaux, est une petite rivière de montagne de Haute-Savoie et un sous-affluent du Rhône par la Dranse et le Léman.

## Toponymie
« Brevon » est un hydronyme dérivé du nom celtique Bebrona, qui signifie le « ruisseau des castors ». Il est constitué des mots Bièvre, « castor », et du suffixe onna, qui désigne le « cours d'eau ».
La rivière est mentionnée vers l'année 1138, fluvium Bevronis. Les formes anciennes, relevées notamment dans le Régeste genevois (1866), sont Beuvron et Brévon. Elle donne son nom à la forêt.

## Géographie

### Source
Le Brevon prend sa source au pied du roc d'Enfer (46° 11′ 46″ N, 6° 35′ 38″ E, altitude : 1 742 mètres d'altitude) à l'est du Lac de Pététoz, sur la commune de Bellevaux.

### Cours
Après quelques kilomètres à travers la forêt de Pététoz, le Brevon atteint le hameau de La Chèvrerie où il alimente le lac de Vallon, créé à la suite d'un éboulement d'une partie de la montagne en 1943. La rivière s'écoule en direction du NNO creusant une cluse jusqu'à hauteur du col de Jambaz où il bifurque vers le nord en direction de Bellevaux. À partir de Bellevaux, le Brevon prend une orientation générale nord-est et traverse les communes de Vailly et Reyvroz. La rivière s’écoule parallèlement au plan axial des plis de la nappe des Préalpes médianes dans un val. Elle rejoint enfin la Dranse à hauteur du hameau de Bioge.

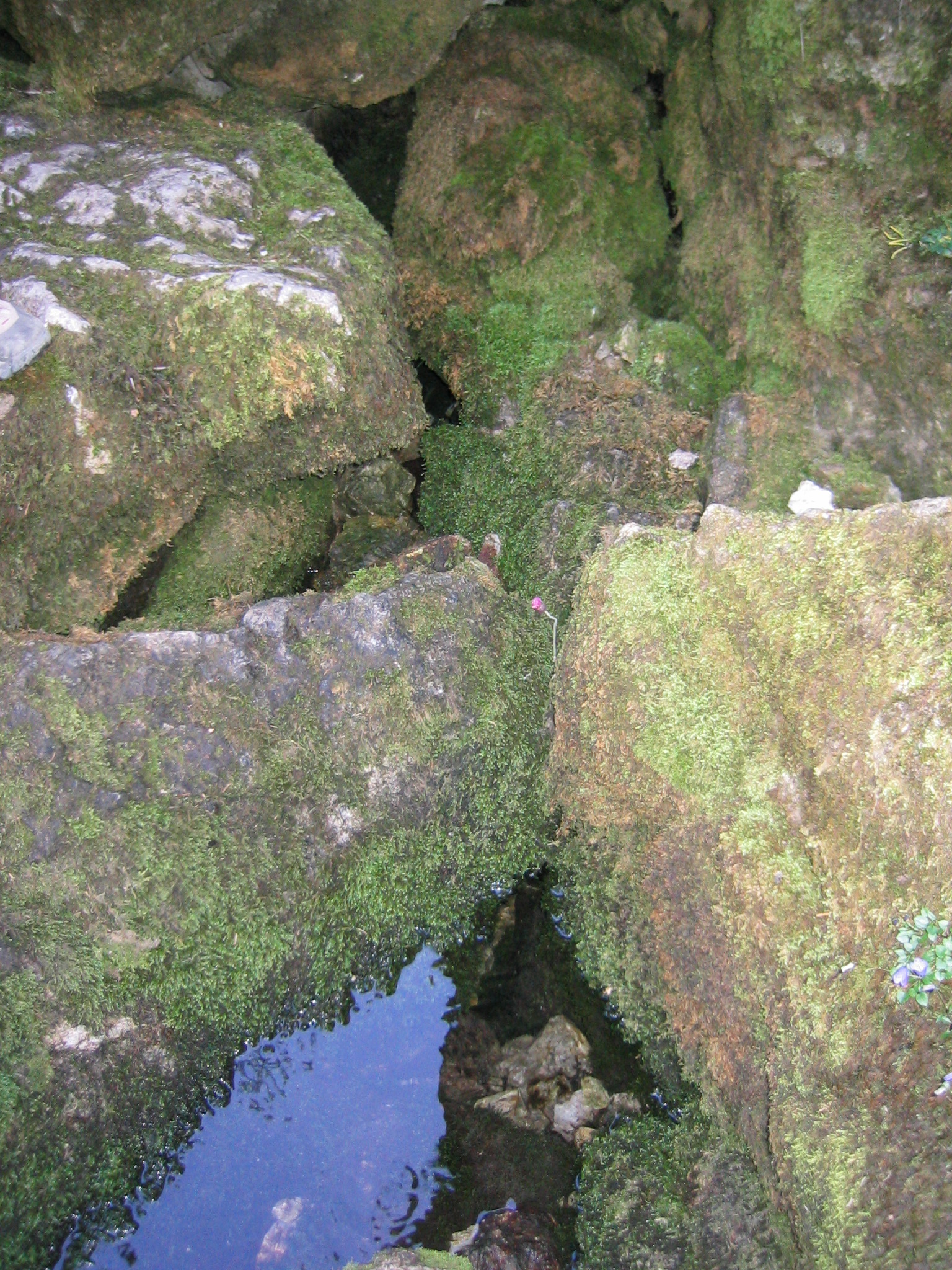
La source du Brevon l'été
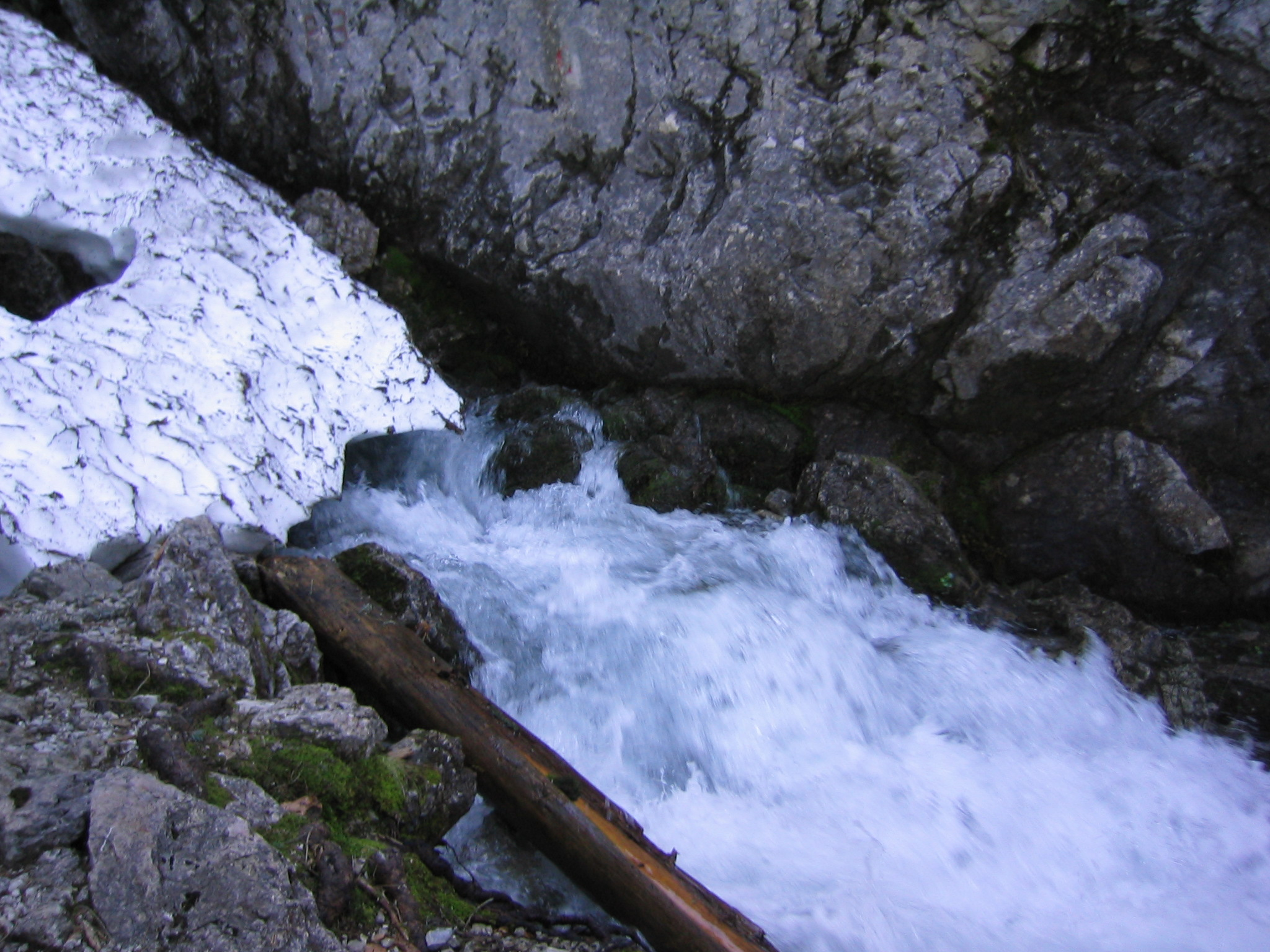
La source du Brevon à la fonte des neiges
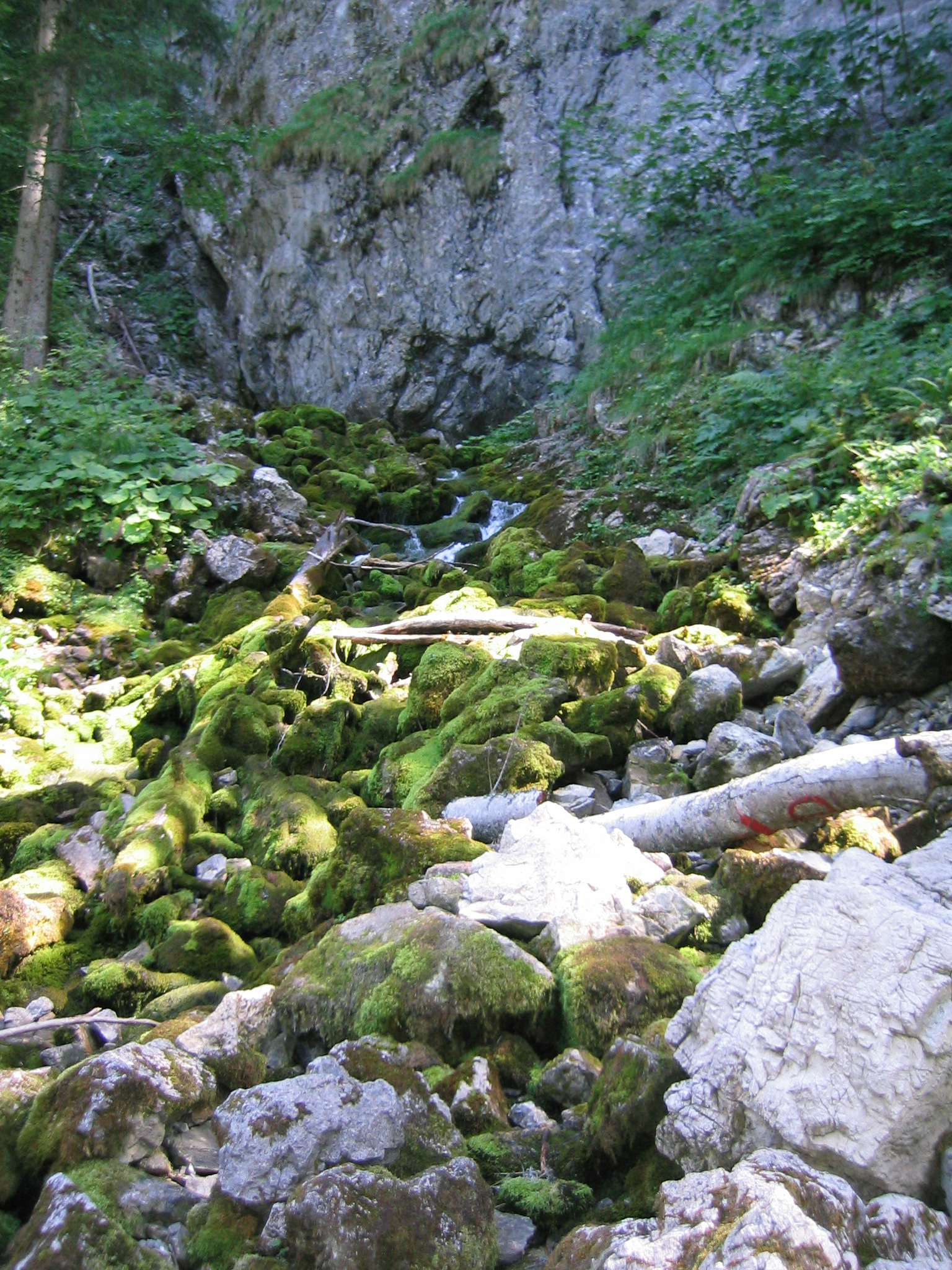
Les premiers mètres du Brevon
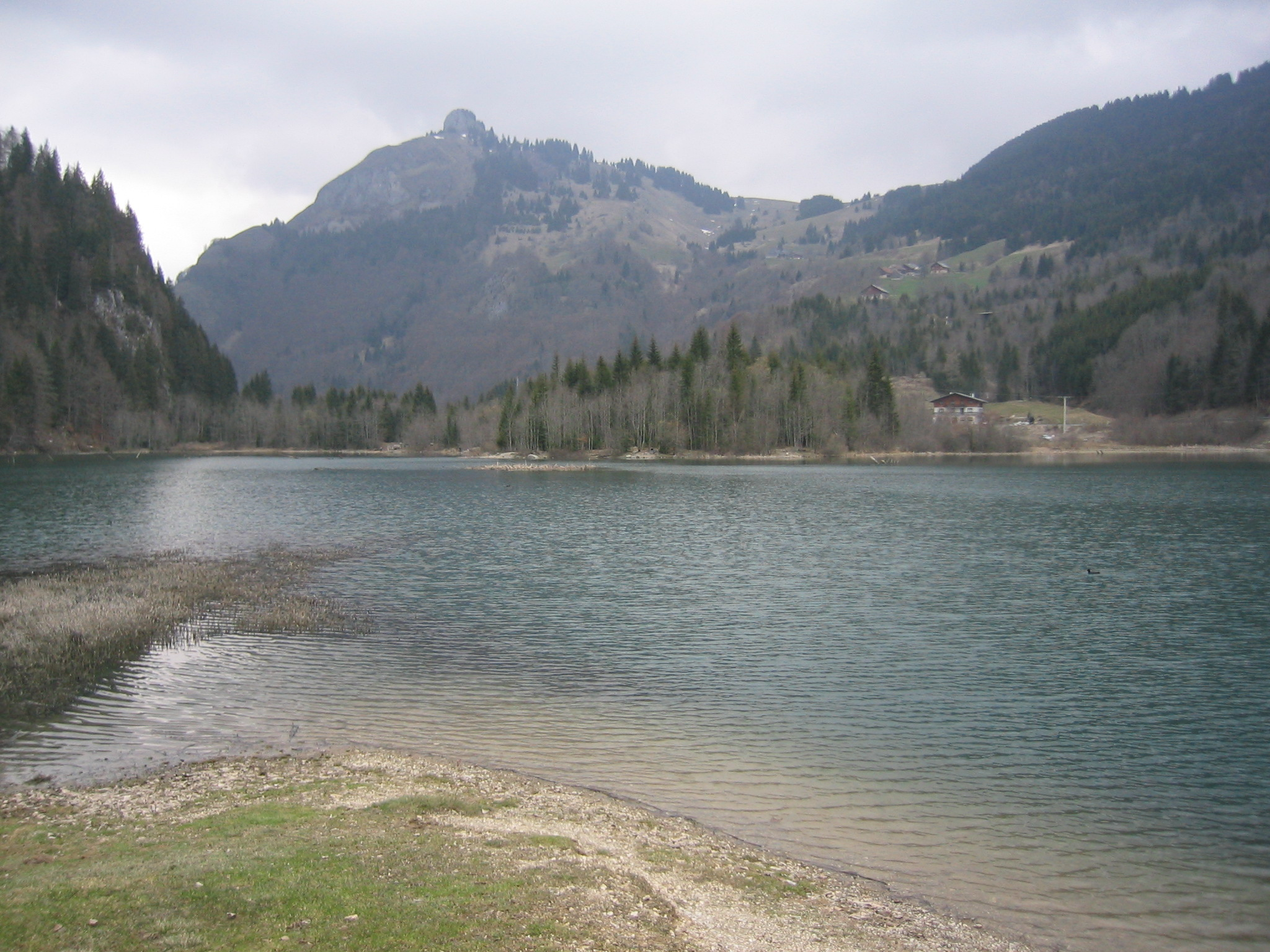
Le Brevon alimente le lac de Vallon

### Aménagements

#### Hydroélectricité

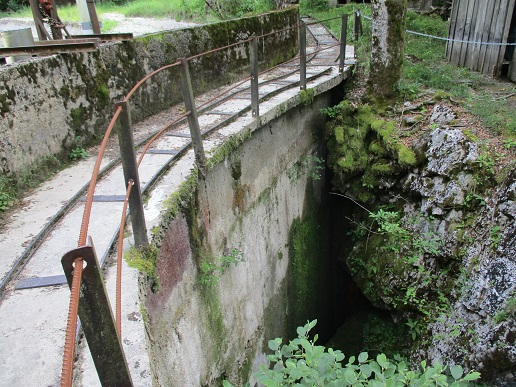
Le Barrage de l'ancienne usine hydro-électrique du Soulard.

Le barrage du Soulard (ou barrage de Bellevaux sous Gembaz) est un barrage-voûte construit en 1927 par la Société hydroélectrique du Lac de Bellevaux. Le comblement du bassin de rétention, notamment à la suite d'une coulée de boue résultant de la formation du lac de Vallon, a nécessité un curage dans les années 1990. Le barrage est toujours en activité et est géré par un particulier.

La prise d'eau EDF du Brevon permet de transférer une partie de l'écoulement du Brevon en direction du lac du Jotty. Elle prélève en  moyenne 5 m3 s−1 une dizaine de fois par an, notamment lors des pics de crues automnales, afin d’assurer un complément énergétique au niveau du barrage du Jotty pour le turbinage à l'usine de Bioge.
Plus récemment, le barrage de retenue de Pierra Bessa a bénéficié d'une revalorisation avec adjonction d'une prise d'eau destiné à alimenter la microcentrale hydroélectrique de la Pierre Abesse (698 kW).

#### Restauration des terrains en montagne
Outre le glissement de terrain de 1943 à l'origine du lac de Vallon, les berges nord sur les territoires communaux de Vailly et Lullin sont sujettes à des glissements de terrain réguliers. Les plus anciennes traces remontent à 1733 et 1888, et sont associées à des crues majeures du Brevon. Pour pallier ces phénomènes, qui entrainent par ailleurs d'importantes détériorations sur le bâti, plusieurs infrastructures ont été installées sur le Brevon :
- plusieurs digues ont été construites en rive gauche pour stopper la propagation de certains glissements,
- le lit a été rectifié grâce à la construction de canaux (Bois Carré et Sous-Morphoz),
- des travaux de drainage et de reboisement ont été entrepris pour stabiliser les berges,
- enfin des seuils de stabilisation ont été construits (Pierra Bessa, Marphoz et Sauthieux) pour limiter l'affouillement du lit du Brevon.